# Amargasaurus
Amargasaurus (/əˌmɑːrɡəˈsɔːrəs/; "thằn lằn La Amarga") là một chi khủng long sống vào thời kỳ Creta sớm (129.4–122.46 mya) tại nơi ngày nay là Argentina. Bộ xương duy nhất được phát hiện năm 1984 và mô tả năm 1991, với loài duy nhất là Amargasaurus cazaui.